# ビューティフル・エネルギー
「ビューティフル・エネルギー」は1980年3月20日に発売された甲斐バンドの14枚目のシングル。

## 概要
オリコン最高位9位。カネボウ化粧品のCMに使用された（このCM出演者は後に特撮番組に出演する萩原佐代子）。
A面のボーカルはドラムスの松藤英男。アルバム『マイ・ジェネレーション』発売後にリリースされたシングルで、両面ともアルバム未収録。
ただし、1999年にリリースされた甲斐よしひろのベストアルバム「HIGHWAY 25」には、甲斐よしひろのボーカルによる「ビューティフル・エネルギー」が収録されている。

## 収録曲
- 全作詞：甲斐よしひろ

1. ビューティフル・エネルギー
作曲：松藤英男、編曲：甲斐バンド・椎名和夫
2. 荒馬
作曲：甲斐よしひろ、編曲：甲斐バンド